# Діогу Афонсу
Діогу Афонсу (порт. Diogo Afonso; фл. XV ст.) — португальський мореплавець і дослідник XV століття, займався дослідженням і колонізацією островів Кабо-Верде.

## Біографія
Діогу Афонсу брав участь у кількох морських експедиціях по дослідженню північно-західного узбережжя Африки, що здійснювались за наказом португальського принца Енріке Мореплавця.
У 1444 році він командував каравелою, на якій були інші дослідники, включаючи Антана Гонсалвіша і Гоміша Піріша, і досліджував регіон Ріо-де-Оро (територія, більшість якої зараз належать Мавританії). Іншим разом він взяв участь в експедиції на острів Арген (тепер у Мавританії) разом з Антаном Гонсалвішем і Гарсіа Хомемом. Його корабель пройшов повз узбережжя острова, відкрив його мис, який португальцы назвали "do resgate". У цьому регіоні було захоплено велику кількість полонених, яких після повернення до Лісабона продали як рабів, причому пятеро з них було передано принцу Енріке. Пізніше Афонсу досліджував острови Кабо-Верде переважно в північно-західній частині архіпелагу.
На карті короля Афонсу V, датованій 29 вересня 1462 року, яку король привіз для свого брата інфанта Фернанду, про острів «на північний захід від Канарських островів і Мадейри», вказано:
(...) asi e pela guisa que lhe temos dada a outras sete ilhas que Diego Affomsso seu escudeiro achou através do Cabo Verde— D. Afonso V (1462)
По-друге, на тій же карті вказано, що Діогу Афонсу відкрив п'ять островів на заході Кабо-Верде, включаючи Брава, Сан-Ніколау, Сан-Вісенте і Санту-Антан, а також острівці Бранку і Разу.
Пізніше Діогу Афонсу став одним із перших поселенців острова Сантьягу і займався заснуванням міста Рібейра Гранде. В 1462 році він став першим капітаном-донатаріо Південного Сантьяго (одним із двох капітанів-донатаріо острова Сантьягу) і залишався на цій посаді до 1473 року, коли його заступив його брат або син Родрігу Афонсу. Про подальшу долю Діогу Афонсу нічого невідомо.

## Спадщина
Памятник Діогу Афонсу встановлений на березі моря в історичному центрі міста Мінделу на відкритому ним острові Сан-Вісенте.
Також на його честь в цьому місті названа вулиця, що перетинає вулицю Камойнша (порт. Rua Camões), названу на честь знаменитого португальського поета, що оспівав португальські географічні відкриття.